# Брызгалов, Павел Александрович
Павел Александрович Брызгалов (1922—1998) — Гвардии подполковник Советской Армии, участник Великой Отечественной войны, Герой Советского Союза (1946).

## Биография
Павел Брызгалов родился 22 сентября 1922 года в деревне Бекени (ныне — Кунгурский район Пермского края) в рабочей семье. В 1940 году окончил среднюю школу в Перми. Учился в аэроклубе. В 1941 году был призван на службу в Рабоче-крестьянскую Красную Армию. В 1942 году окончил военную авиационную школы пилотов в Рустави. С июня 1943 года — на фронтах Великой Отечественной войны. Участвовал в боях на Воронежском, Степном и 2-м Украинском фронтах, прошёл путь от лётчика-истребителя до заместителя командира эскадрильи. Принимал участие в битве на Курской дуге, освобождении Белгорода и Харькова, битве за Днепр, Уманско-Ботошанской и Ясско-Кишинёвской операциях, освобождении Украинской и Молдавской ССР, Румынии, Венгрии, Чехословакии.
К марту 1945 года гвардии старший лейтенант Павел Брызгалов был заместителем командира эскадрильи 178-го гвардейского истребительного авиаполка 14-й гвардейской истребительной авиадивизии 3-го гвардейского истребительного авиакорпуса 5-й воздушной армии 2-го Украинского фронта. К тому времени он совершил 248 боевых вылетов, принял участие в 61 воздушном бою, сбил 19 вражеских самолётов лично и 1 — на земле.
Указом Президиума Верховного Совета СССР от 15 мая 1946 года за «образцовое выполнение боевых заданий командования на фронте борьбы с немецкими захватчиками и проявленные при этом мужество и героизм» гвардии старший лейтенант Павел Брызгалов был удостоен высокого звания Героя Советского Союза с вручением ордена Ленина и медали «Золотая Звезда» за номером 4997.
После окончания войны Брызгалов продолжил службу в Советской Армии. В 1946 году вступил в ВКП(б). В 1953 году он окончил Военно-воздушную академию. В 1959 году в звании подполковника был уволен в запас. Проживал в городе Ступино Московской области, в 1964—1990 годах работал старшим инженером по испытаниям газотурбинных двигателей в Ступинском ОКБ.
Скончался 30 апреля 1998 года, похоронен в Ступино.
Был также награждён двумя орденами Красного Знамени, орденами Александра Невского, Отечественной войны 1-й и 2-й степеней, двумя орденами Красной Звезды, а также восемью медалями. Почётный гражданин Ступино.